# Joanna Nowicka-Kwaśna
Ne doit pas être confondu avec Joanna Nowicki.
Joanna Nowicka-Kwaśna, née le 25 juillet 1966 à Kołobrzeg, est une archère polonaise.

## Biographie
Joanna Nowicka-Kwaśna dispute les Jeux olympiques à quatre reprises (1988 à Séoul, 1992 à Barcelone, 1996 à Atlanta et 2000 à Sydney). Elle remporte avec Katarzyna Klata et Iwona Dzięcioł-Marcinkiewicz la médaille de bronze olympique par équipe aux Jeux d'Atlanta.